# 菲纳莱埃米利亚
菲纳莱埃米利亚（義大利語：Finale Emilia），是意大利摩德纳省的一个市镇。总面积104.72平方公里，人口15954人，人口密度152.3人/平方公里（2009年）。ISTAT代码为036012。